# Mons-en-Laonnois
Mons-en-Laonnois és un municipi francès situat al departament de l'Aisne i a la regió dels Alts de França. L'any 2007 tenia 1.081 habitants.

## Demografia

### Població
El 2007 la població de fet de Mons-en-Laonnois era de 1.081 persones. Hi havia 412 famílies de les quals 76 eren unipersonals (24 homes vivint sols i 52 dones vivint soles), 128 parelles sense fills, 180 parelles amb fills i 28 famílies monoparentals amb fills.
La població ha evolucionat segons el següent gràfic:
Habitants censats

### Habitatges
El 2007 hi havia 433 habitatges, 414 eren l'habitatge principal de la família, 10 eren segones residències i 9 estaven desocupats. 424 eren cases i 9 eren apartaments. Dels 414 habitatges principals, 294 estaven ocupats pels seus propietaris, 113 estaven llogats i ocupats pels llogaters i 7 estaven cedits a títol gratuït; 2 tenien dues cambres, 34 en tenien tres, 151 en tenien quatre i 227 en tenien cinc o més. 339 habitatges disposaven pel capbaix d'una plaça de pàrquing. A 154 habitatges hi havia un automòbil i a 219 n'hi havia dos o més.

### Piràmide de població
La piràmide de població per edats i sexe el 2009 era:
| Homes | Edats   | Dones |
| ----- | ------- | ----- |
| 0     | 95 o +  | 4     |
| 0     | 90 a 94 | 4     |
| 4     | 85 a 89 | 0     |
| 4     | 80 a 84 | 0     |
| 20    | 75 a 79 | 24    |
| 28    | 70 a 74 | 28    |
| 8     | 65 a 69 | 20    |
| 20    | 60 a 64 | 16    |
| 28    | 55 a 59 | 28    |
| 44    | 50 a 54 | 32    |
| 60    | 45 a 49 | 72    |
| 16    | 40 a 44 | 32    |
| 28    | 35 a 39 | 24    |
| 32    | 30 a 34 | 36    |
| 24    | 25 a 29 | 20    |
| 36    | 20 a 24 | 24    |
| 40    | 15 a 19 | 40    |
| 32    | 10 a 14 | 24    |
| 32    | 5 a 9   | 16    |
| 16    | 0 a 4   | 28    |

## Economia
El 2007 la població en edat de treballar era de 695 persones, 504 eren actives i 191 eren inactives. De les 504 persones actives 459 estaven ocupades (246 homes i 213 dones) i 45 estaven aturades (21 homes i 24 dones). De les 191 persones inactives 82 estaven jubilades, 55 estaven estudiant i 54 estaven classificades com a «altres inactius».

### Ingressos
El 2009 a Mons-en-Laonnois hi havia 415 unitats fiscals que integraven 1.107 persones, la mediana anual d'ingressos fiscals per persona era de 17.898 €.

### Activitats econòmiques
Dels 36 establiments que hi havia el 2007, 1 era d'una empresa alimentària, 1 d'una empresa de fabricació d'altres productes industrials, 6 d'empreses de construcció, 10 d'empreses de comerç i reparació d'automòbils, 2 d'empreses de transport, 2 d'empreses d'hostatgeria i restauració, 3 d'empreses financeres, 2 d'empreses immobiliàries, 3 d'empreses de serveis, 4 d'entitats de l'administració pública i 2 d'empreses classificades com a «altres activitats de serveis».
Dels 9 establiments de servei als particulars que hi havia el 2009, 1 era una oficina de correu, 3 paletes, 2 lampisteries, 1 empresa de construcció i 2 perruqueries.
Dels 3 establiments comercials que hi havia el 2009, 1 era una botiga de més de 120 m², 1 una botiga de menys de 120 m² i 1 una peixateria.
L'any 2000 a Mons-en-Laonnois hi havia 4 explotacions agrícoles.

## Equipaments sanitaris i escolars
L'únic equipament sanitari que hi havia el 2009 era una farmàcia.
El 2009 hi havia 2 escoles elementals integrades dins de grups escolars amb les comunes properes formant escoles disperses.

## Poblacions més properes
El següent diagrama mostra les poblacions més properes.